# Ivankiv
Ivankiv est une commune urbaine dans l'Oblast de Kiev en Ukraine, située sur la rive gauche de la rivière Teteriv. Elle compte 10 191 habitants en 2021 et est le centre administratif du raion d'Ivankiv, ce raïon a été absorbé par le Raïon de Vychhorod avec la réforme administrative de juillet 2020.

## Histoire
La ville est prise le 28 février 2022 par les forces russes, lors de l'invasion de l'Ukraine par la Russie en 2022.
Le 1er avril 2022, les forces ukrainiennes reprennent le contrôle d’Ivankiv.

## Géographie
Ivankiv se situe à mi-chemin entre Kiev et Pripyat, à 68 km de la centrale de Tchernobyl. Elle a été relativement épargnée par la catastrophe nucléaire de Tchernobyl.

## Population
Sa population est estimée à 10 625 habitants en 2013 et 10 439 habitants en 2019.
En 2021, elle compte 10 191 habitants.